# Meïr Dizengoff

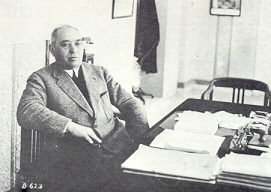
Meir Dizengoff

Meïr Dizengoff (en alphabet hébreu מאיר דיזנגוף, en alphabet cyrillique russe Меер Дизенгоф), né le 25 février 1861 à Akimovici (Bessarabie, province de l'Empire russe) et mort le 23 septembre 1936 à Tel Aviv (Palestine mandataire), est l'un des pionniers du sionisme, d'abord au sein des Amants de Sion, puis dans le mouvement sioniste de Theodor Herzl. 
Homme d'affaires reconnu, à l'origine de nombreuses institutions financières publiques, il participe en 1909 (en Palestine ottomane) à la fondation de Tel Aviv, dont il devient en 1921 le premier maire.

## Biographie

### Origines familiales et formation (1861-1882)
Il naît en Bessarabie, région principalement peuplée de roumanophones, à Akimovici. Il est le fils de Yankel Dizengoff (son nom russe complet est donc, transcrit en alphabet latin, Meer Yankelevitch Dizengof). 
Le nom de « Dizengoff » est un patronyme bulgare correspondant au prénom Dizeng, un prénom porté notamment par un régent du khan Omourtag (814-831).
Il est scolarisé dans l'école traditionnelle juive (heder) locale. 
En 1878, les Dizengoff quittent Akimovici pour Kichinev, où Meïr termine ses études secondaires puis étudie à l'institut polytechnique local.

### Débuts (1882-années 1890)
De 1882 à 1884, il effectue son service militaire à Jytomyr (actuelle Ukraine), où il fait connaissance avec Zina Brenner, sa future épouse. 
Après son service militaire, il s'installe à Odessa, où il milite au sein de Narodnaia Volia, mouvement populiste clandestin, tout en entrant en relation avec Léon Pinsker, fondateur du mouvement sioniste des Amants de Sion. Arrêté en 1885 (pour ses liens avec les populistes), il passe huit mois en prison. 
Il rentre ensuite à Kichinev, où il fonde la branche locale des Amants de Sion. Il représente la Bessarabie lors de la deuxième conférence des Amants de Sion, tenue à Druskininkai (ville de l'Empire russe située en Lituanie) en 1887.
En 1888, il part faire des études d'ingénieur chimiste à Paris. Là, il rencontre Élie Scheid, un proche du baron Edmond de Rothschild, mécène du mouvement sioniste. En 1892, il est envoyé en Palestine, alors province de l'Empire ottoman, dans le but d'établir une fonderie de verre à Tantoura. Durant son voyage vers la Palestine, il épouse Zina Brenner à Alexandrie, en Égypte, pays déjà sous le contrôle du Royaume-Uni.
Ils s'installent un moment en Palestine, mais le projet de verrerie aboutit à un échec.

### Protagoniste du sionisme de Theodor Herzl
Rentré à Kichinev, il est marqué par la pensée et l'action de Theodor Herzl, qu'il suit désormais dans l'ensemble. 

### Meïr Dizengoff et Tel Aviv
Il est l'un des fondateurs en 1909 du quartier Ahouzat Baït, créé à quelques kilomètres au nord de Jaffa, et origine de Tel Aviv
Au cours de la Première Guerre mondiale, il est expulsé par le gouvernement ottoman. Il peut rentrer après la victoire britannique durant l'été 1918. Occupée par les Britanniques, la Palestine leur est confiée en 1920 comme mandat de la Société des Nations.
En 1921, Meïr Dizengoff devient le premier maire de Tel Aviv. Il le reste jusqu'en 1925, puis l'est de nouveau de 1928 à sa mort). 
De 1927 à 1929, il est à la tête du mouvement sioniste. 

### Mariage et descendance

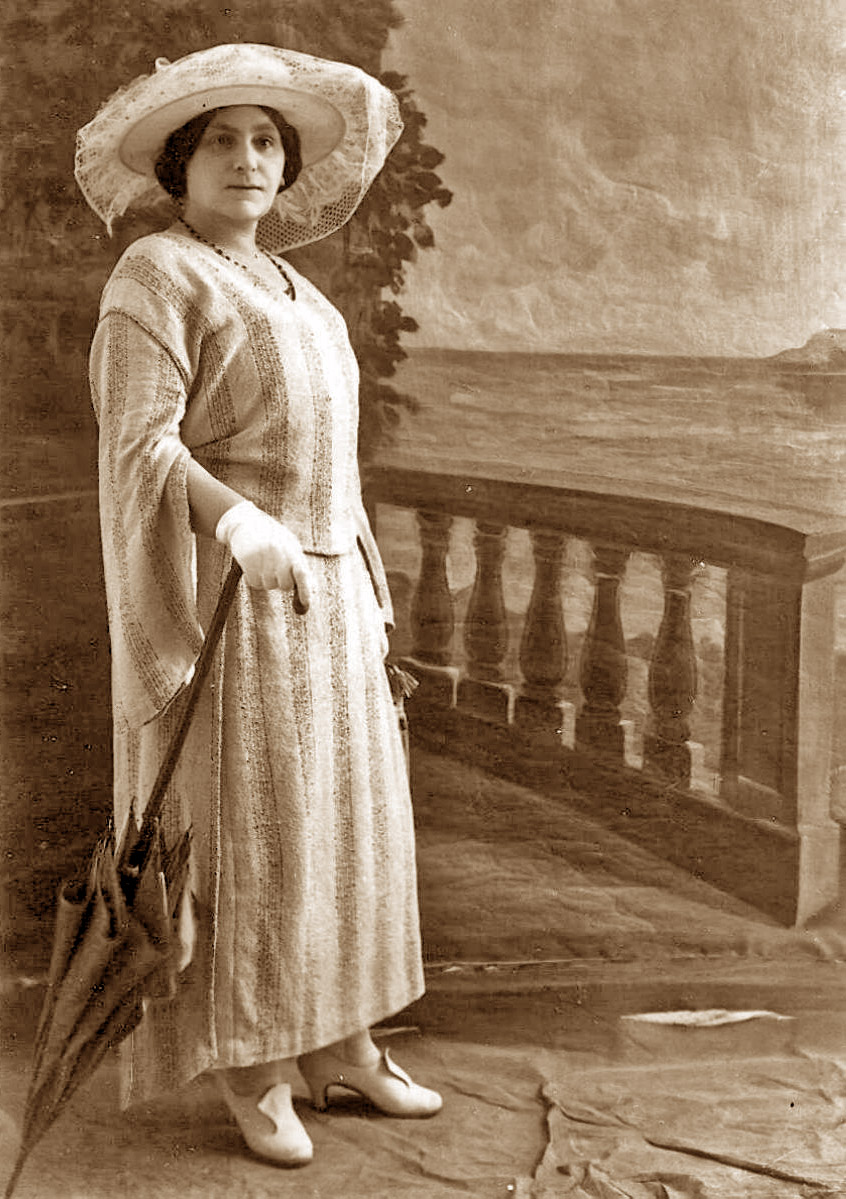
Zina Dizengoff (années 1920)

En 1893, il se marie  à Alexandrie avec une fille de rabbin et professeur de français, prénommée Zina (1872-1930). Ils ont une fille, mais elle meurt à l'âge de deux mois. 
Dans les années où son époux est maire de Tel Aviv, elle tient salon et encourage les arts de la nouvelle municipalité. 

### Mort et funérailles
Meïr et Zina Dizengoff sont inhumés ensemble au cimetière Trumpeldor. 

## Hommages
En 1938, une place Zina Dizengoff est inaugurée à Tel Aviv. 
Il existe aussi une rue Dizengoff à Tel Aviv.
C'est dans sa demeure privée (16 boulevard Rothschild à Tel Aviv) que David Ben Gourion prononce la déclaration d'indépendance de l'État d'Israël le 14 mai 1948.